# .al
.al – krajowa domena internetowa najwyższego poziomu przypisana dla stron internetowych z Albanii, jest aktywna od 1992 roku i administrowana przez Radę Regulacji Telekomunikacji w Albanii.
W chwili obecnej nie jest możliwa rejestracja domeny drugiego poziomu, ale istnieje kilka domen już działających. Są to: uniti.al, tirana.al, soros.al, upt.al oraz inima.al. Można za to rejestrować domeny w domenach drugiego poziomu np. domena.com.al.

## Domeny drugiego poziomu
- .net.al — internet i sieci
- .com.al — do zastosowań komercyjnych
- .edu.al — placówki oświatowe
- .org.al — organizacje pozarządowe
- .gov.al — jednostki rządowe